# Coll de la Mandra
El Coll de la Mandra és una collada dels contraforts nord-orientals del Massís del Canigó, a 1.282,5 metres d'altitud, en el límit dels termes comunals de Pi de Conflent i de Saorra, tots dos a la comarca del Conflent, de la Catalunya del Nord. Està situat a l'extrem nord-est del terme de Pi de Conflent i al sud-est del de Saorra. És al nord de la Gavatxona i del Solà de Tonet, del terme de Pi de Conflent, i al sud de Marquirols, del de Saorra.